# Sonja Oldsen
Sonja Oldsen (verheiratete Sonja Barnert) (* 25. August 1964) ist eine ehemalige deutsche Basketballspielerin.

## Laufbahn
Oldsen spielte beim Wyker TB auf der Insel Föhr, in der Saison 1981/82 trat sie mit dem Hamburger TB in der Bundesliga an. Sie bestritt 1982 mehrere A-Länderspiele, Bundestrainer Tony DiLeo hatte Oldsen unter anderem zur Teilnahme an einem Turnier in Italien eingeladen.
Im Sommer 1983 nahm sie mit der Jugendauswahl des Deutschen Basketball-Bundes an der EM der Juniorinnen in Italien teil. Oldsen lag mit 6,4 Punkten je Turnierspiel in der bundesdeutschen Rangliste der besten Korbschützinnen auf dem fünften Platz.
Im Spieljahr 1983/84 erreichte sie mit dem Regionalligisten SC Rist Wedel den sportlichen Aufstieg in die 2. Bundesliga, auf den allerdings verzichtet wurde. Oldsen spielte auch in der Saison 1984/85 für Rist Wedel.
Ihre Kinder Stina Barnert und Nils Barnert spielten ebenfalls Leistungsbasketball. 2005 führte sie im Trainergespann mit ihrem Ehemann Uwe sowie Brigitta Mankertz die weibliche U16 des SC Alstertal-Langenhorn zum Gewinn des deutschen Jugendmeistertitels. Zu den Spielerinnen gehörte ihre Tochter Stina, deren erste Trainerin sie auch beim Wyker TB war.